# グリゴリー・ヘイフェツ
グリゴリー・ヘイフェツ（ロシア語: Григорий Менделевич Хейфец、1899年 - 1984年1月）は、ソ連の職業的諜報員、軍人、チェキスト。中佐。

## 経歴
ドヴィンスク市（現ラトビア、ダウガヴピルス）出身。父はロシア社会民主労働党（メンシェヴィキ）の活動家だった。
1915年からユダヤ人革命運動に参加し、「ブンド」のメンバーとなった。その後、リガから追放され、モスクワ県のボゴロツク（現ノギンスク）で暮らした。1916年からユダヤ人労働者クラブ書記、1917年からロシア社会民主労働党（インターナショナリスト）の「統合社会民主党員」の書記となった。1917年、ボゴロツク実科学校を卒業。
1918年、産業人民委員部の人民会館校外課職員。1919年、モスソビエトのP.A.アレクセーエフ名称人民会館館長補佐。
1919年6月、「ブンド」中央委員会の指示により、赤軍に入隊し、ロシア内戦に従軍した。西部戦線第16軍政治課の教官・組織官として、ボリソフ方面スルツキー地区のポーランド軍と戦った。
1920年3月、モスクワ管区軍事衛生局の政治委員補佐。同年、モスクワ商業学校とモスクワ国立大学社会科学学部で学ぶ。1921年1月、キスロヴォーツク保養地の政治委員となり、同地区の匪賊撃滅に参加し、負傷した。その後、労農赤軍政治局の政治顧問、モスクワ州高等教育施設局組織・教育課の政治教官、課長、ロシア・ソビエト連邦社会主義共和国産業人民委員部参事（ナデジダ・クルプスカヤ）の秘書、コミンテルン執行委員会事務局で働いた。
1922年、コミンテルン執行委員会国際連絡課（OMS）職員となり、ソ連外務人民委員部（外務省）に移る。外務人民委員部では、外交密使課で働き、経済課法務班主任の補佐だった。

### 諜報員
1924年～1927年、外交官をカバーに諜報活動に従事。1924年、リバヴとリガの外交密使班主任、領事館主任代行、領事館エージェントと同時に、OMSのリガ支局長を兼任した。1925年4月、書記官、総領事をカバーにOMSコンスタンチノープル支局長となる。
1927年～1929年、グリメリリ（Гримериль）の偽名で、中国、ドイツ、オーストリア、フランス等で特殊任務を遂行。ドイツでは、インド出身の学生と偽り、イェーン工科大学をパスし、エージェント網を組織した。1927年4月、OMS上海全権代表、1928年、OMSベルリン全権代表。
1929年2月、「アガニョーク」（Огонек）誌出版部主任、「発明者」誌責任編集長。
1931年6月からフランスとアメリカに派遣。帰国後の1935年、ソ連内務人民委員部国家保安総局第7課（外国課）課長補佐。1936年7月、在イタリア支局長。1938年夏、モスクワに召還された。
1938年7月、理由の説明もなく国家保安総局の業務から外され、グラーグの管轄下に置かれたが、病気を理由に刑を免除された。1938年9月、NKVDから解雇され、全連邦外国文化関係協会副議長に任命された。
1941年10月、NKVD第1局に復帰し、副領事をカバーにサンフランシスコに派遣された（コードネーム「ハロン」）。ハロンは、アメリカの原爆開発の情報収集に従事し、1941年12月、ロバート・オッペンハイマーとの接触に成功した。1944年7月、任務を終え、帰国。
1944年12月、国家保安人民委員部（NKGB）第1局の先任作戦係、班長。1946年5月、ソ連国家保安省（MGB）のパヴェル・スドプラトフ率いる「S」課の班長。

### 失脚
1947年4月、MGBを解雇。同年、ユダヤ人反ファシスト委員会（EAK）の副責任書記、幹部会議員として承認。1951年11月13日、いわゆる「EAK事件」により逮捕。1952年8月8日、ソ連最高裁判所軍事部会により、自由剥奪25年を言い渡される。同年10月、事件は再審理され、被疑事実に「テロリズムとMGB機関における陰謀への参加」が加わった。1953年2月2日、取調官は、最高刑（死刑）が言い渡されるだろうとヘイフェツに告げたが、スターリンの死により事件は停止された。1953年12月28日、犯罪構成要素の不在により釈放され、名誉回復された。

## パーソナル
赤星勲章を受章。